# Plagiohammus pollinosus
Plagiohammus pollinosus är en skalbaggsart som först beskrevs av Bates 1880.  Plagiohammus pollinosus ingår i släktet Plagiohammus och familjen långhorningar.
Artens utbredningsområde är Costa Rica. Inga underarter finns listade i Catalogue of Life.